# Rik Emmett
Rik Emmett, né Richard Gordon Emmett, le 10 juillet 1953 à Toronto (Ontario, Canada), est chanteur, guitariste et membre du groupe rock canadien Triumph. Depuis 1988, il mène une carrière solo, parallèlement à divers projets musicaux. Il est aussi rédacteur au magazine Guitar Player (en). Il enseigne aussi la composition musicale et le « music business »  au Humber College de Toronto.

## Biographie
Rick Emmet (guitariste et chanteur) a fondé, en 1975, le power trio Triumph, avec Gil Moore et Mike Levine, respectivement (batterie/chant) et (bass/clavier). À la suite d'une erreur de la production en écrivant son nom dans les crédits du premier album du groupe, Triumph, Rick devient « Rik », car il aurait été trop onéreux de tout faire réimprimer. Il les quitte en 1988 pour continuer la musique en solo et participer à divers projets.
Rik Emmett est considéré par ses pairs comme l'un des guitaristes les plus compétents et polyvalents , et est reconnu comme étant un virtuose avec un style guitaristique allant du rock au blues, du jazz au classique, en passant par le bluegrass et le flamenco. Son écriture musicale et sa discographie démontrent ses capacités à utiliser et mélanger ces différents styles. En avril 2005, Rik a été ovationné lors du Canadian Smooth Jazz Award pour sa nomination de Guitariste de l'Année.
Sa voix couvre plusieurs octaves. Il était le chanteur principal de Triumph, tâche qu'il partageait avec le batteur Gil Moore qui a, lui aussi, écrit de nombreuses chansons. Cependant, l'écriture et le chant de Rik étaient préférés des radios, alors que Gil rédigeait et chantait dans un style plus métal. La voix d'Emmett pouvait être confondue avec celle de son ami canadien, Geddy Lee, de Rush.
Son premier album solo, Absolutely, est sorti en 1990 et a été relativement bien vendu en Amérique du Nord grâce aux titres When a Heart Breaks et Saved by Love.
En 2007, Rik Emmett a rejoint ses anciens collègues de Triumph, Gil Moore et Mike Levine, pour leur intronisation au Canadian Music Industry Hall of Fame (temple de la renommée de l'industrie musicale canadienne). Le 6 avril 2008, c'est le CARAS (Canadian Academy of Recording Arts and Sciences) qui les intronise à ce Canadian Music Industry Hall of Fame, lors des 2008 JUNO Awards. C'est là que les trois amis décident de participer à un festival de rock en Suède, ainsi qu'à d'autres dates.

## Un musicien polyvalent
Rik Emmett est un artiste très prolifique qui conjugue plusieurs activités, dont l'enseignement.
Durant quelque temps, dans les années 1980, Rik contribue à des bande-dessinées satiriques caricaturant l'industrie musicale, dans le magazine Hit Parader.
En 1987, Rik Emmett a participé à l'album éponyme de Lee Aaron, comme « simple » guitariste.
De 2007 à 2012, Rik enregistre un nouveau concept : Marco's Secret Songbook. « A modern-day troubadour goes on a musical odyssey, hoping to find himself and restore his faith in love » (L'odyssée musicale d'un troubadour des temps modernes, qui espère se retrouver et restaurer sa foi en l'amour). Il écrit l'histoire, les chansons, et supervise production et mixage de son concept, au Metalworks Studios (studio créé par son ami Gil Moore, de et pour Triumph). Il s'entoure de collaborateurs qu'il connaît bien, tels que Richard Evans, Rick Andersen, Don Featherstone, Tony Daniels, Terence Young.
En 2005, ayant reçu un très bon accueil lors de ses prestations, Rik et Dave Dunlop créent le duo semi-acoustique Strung-Out Troubadours, et sortent deux albums. En 2007, Strung-Out Troubadours remporte le prix de lAlbum de l'Année (Album of the Year) et du Groupe/Duo de l'Année (Group/Duo of the Year) au Canadian Smooth Jazz Awards. Ils ont tous deux été aussi nommés comme Meilleur Guitariste (Best Guitarist). Strung-Out Troubadours sort un troisième album en 2009, Push & Pull, puis un quatrième, en 2012, reCOVERy room 9. Dave participe aussi à l'album solo de Rik, Then Again, en 2012.
En 2007, Michael Shotton, de Von Groove, le rejoint pour former Airtime. Ils sortent l'album Liberty Manifesto.
En 2009, il s'entoure des frères Pavlo (en) & Oscar Lopez pour le projet P.R.O., d'où sort l'album Trifecta.
En 2012, Rik a participé, avec d'autres légendes du rock progressif, à un projet rock virtuel inédit : Sonic Elements. Il y fait une reprise de Red Barchetta, de Rush, sur un sample de batterie de Neil Peart du même morceau. Rik, ayant beaucoup apprécié l'expérience, a déclaré : « I felt like I had been transported back to 1980 for an afternoon. 'Red Barchetta' is one of my absolute fave Rush songs. » (J'ai eu l'impression d'être transporté dans les années 1980, le temps d'une après-midi. 'Red Barchetta' est une de mes chansons préférées de Rush.).
Tout au long de sa carrière, il est associé à de grandes marques de guitares : Framus, Gibson, Dean et Yamaha. Ces deux dernières ayant chacune produit une série qui porte son nom, Rik Emmett Signature.

## Discographie

### Au sein de Triumph
Rik Emmett, Gil Moore, Mike Levine
Album remasterisé en 1995 et 2005, sous le titre In the Beginning

### Au sein de Strung-Out Troubadours
Alias "The Troubs", avec Dave Dunlop

### Au sein de Airtime
Avec Michael Shotton, de Von Groove

### Au sein de P.R.O.
(Pavlo, Rik, Oscar) avec Pavlo & Oscar Lopez